# On with the New
On with the New es un corto de animación estadounidense de 1938, de la serie de Betty Boop. Fue producido por los estudios Fleischer y distribuido por Paramount Pictures.

## Argumento
Betty Boop trabaja en un establecimiento público como cocinera y lavaplatos cuando recibe un aviso de que su solicitud para trabajar en una guardería infantil ha sido aceptada. Pero pronto se dará cuenta de que en su nuevo trabajo también tendrá mucha faena.

## Producción
On with the New es la octogésima segunda entrega de la serie de Betty Boop y fue estrenada el 2 de diciembre de 1938.